# 南太平洋環流

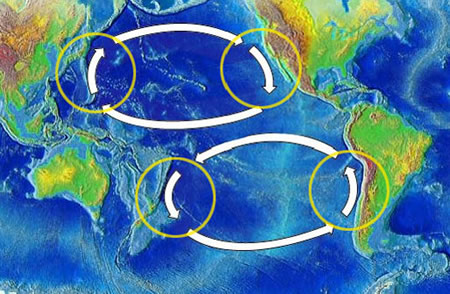
下部椭圆状海水环流为南太平洋环流。图片来自NOAA，2008-03-25

在南半球，由東南信風所形成的南赤道洋流，西流到新幾內亞附近轉向南，沿著澳洲東南部流動，稱為東澳洋流，屬暖流性質，至紐西蘭附近，與西風飄流合併折向東流。由於南半球中高緯度的海洋較開闊，加上南極流下的冰塊，使西風飄流加劇，水溫亦低。當此洋流抵達南美洲西岸，轉向北流，稱為祕魯洋流，又名洪保德洋流（Humboldt Current），屬寒流性質，最後併入南赤道洋流。